# 宮崎県旗
宮崎県旗（みやざきけんき）は、日本の都道府県の一つ、宮崎県の旗。著作権法の規定により、2015年（平成27年）1月1日よりパブリックドメインとなっている。

## 解説
1963年（昭和38年）の県再置80周年記念事業の一環として1964年（昭和39年）、県庁内に県旗制定委員会を発足させ一般公募を実施した。この際、1912年（明治45年）1月に制定された宮崎県章を県旗のデザインに採り入れるかどうかで制定委員会の意見が二分され、募集要項には「デザインには県章を使用されても差支えない」との一文が明記されている。
403点に及ぶ応募作の上位10点から最終候補作は2点に絞られたが、いずれも県章を流用しないデザインであった。その後、最終候補作から漏れた1点が委員の推挙で拾い上げられて、当初の最終候補作中1点から緑地に黄色の配色を、拾い上げの1点から菱形を斜めに3つ並べたデザインを組み合わせる形で緑豊かな県土に降り注ぐ陽光を片仮名の「ミ」の形に図案化したデザインが完成し、12月22日付の県告示で制定された。入選者は制定委員会が協議した結果、拾い上げられたデザインを応募した宮尾丈之が認定されている。また、県旗制定と同日には現行の2代目「宮崎県民歌」も制定された。